# Temporada de huracanes del Pacífico de 2012
La temporada de huracanes del Pacífico de 2012 fue moderadamente activa, vio pasar un número inusualmente alto de ciclones tropicales por el oeste de la península de Baja California, y estuvo cerca de lo normal con 17 tormentas nombradas, 10 huracanes y 5 huracanes mayores, que causaron un total de más de $27.9 mil millones (2012 USD) en daños y al menos ocho víctimas mortales. La temporada se inició oficialmente el 15 de mayo en el Pacífico oriental y el 1 de junio en el Pacífico central y finalizaron el 30 de noviembre de 2012. Estas fechas delimitan convencionalmente el período de cada año cuando la mayor parte de ciclones tropicales se forman en el océano Pacífico. Sin embargo, con la formación de la tormenta tropical Aletta el 14 de mayo, la temporada superó ligeramente estos límites.
La actividad comenzó con la formación de la tormenta tropical Aletta, que se convirtió en la primera tormenta fuera de la temporada desde el huracán Alma en 1990. Después de la disipación de Aletta, se formó el huracán Bud se intensificó y se convirtió en el primer gran huracán de la temporada, uno de los tres que lo hicieron en el mes de mayo. A mediados de junio, el huracán Carlotta tocó tierra cerca de Puerto Escondido en México. Siete personas fallecieron por los efectos del Carlotta y los daños ascendieron a US$ 12,4 millones. El huracán Paul causó daños significativos en Baja California Sur. En general, esta temporada fue drásticamente menos activa y destructiva que en los años anteriores, causando alrededor de $27.9 millones en daños y ocho víctimas mortales.

## Pronósticos
La Administración Nacional Oceánica y Atmosférica (NOAA) publicó sus pronósticos para las temporadas de huracanes en el Atlántico y en el Pacífico del 2012. Se esperaba que la temporada del Pacífico estuviera obstaculizada por el ciclo de décadas de duración que comenzó en 1971, que generalmente aumentó la cizalladura del viento a través de la cuenca. El área de responsabilidad del Centro de Huracanes del Pacífico Central también se espera que sea inferior a la media, con solo dos o tres ciclones tropicales que se espera formar o cruzar en la zona. El 15 de mayo, la temporada de huracanes comenzó en la cuenca del Pacífico Oriental, que es el área del norte del Océano Pacífico al este de 140°W. El 1 de junio, la temporada comenzó en la zona de alerta del Pacífico Central (entre 140°W y la línea internacional de fecha); sin embargo, no ocurrieron tormentas en la región hasta en el mes de julio. Este pronóstico se basó principalmente en la expectativa de condiciones de la neutral El Niño-Oscilación del Sur con el débil La Niña. En promedio, una temporada de huracanes en el Pacífico entre 1971 y 2006 contenía 15.3 tormentas tropicales, 8.8 huracanes y 4.2 huracanes mayores.

### Pronósticos en la pretemporada
El 24 de mayo de 2012, el Climate Prediction Center (CPC) dio a conocer su pronóstico de pretemporada. Los científicos declararon un 30% de probabilidad de una temporada por debajo de lo normal, un 50% de probabilidad de una temporada casi normal y un 20% de probabilidad de una temporada por encima de lo normal. Los climatólogos esperaban de 12 a 18 tormentas nombradas, de 5 a 9 se convertirían en huracanes y de 2 a 5 se convirtieron en huracanes mayores. El pronóstico de actividad por debajo de lo normal se debió al aumento de la cizalladura del viento y una alta expectativa de condiciones neutras de El Niño-Oscilación del Sur (ENSO) durante todo el pico en los últimos meses del verano, junto con las persistentes condiciones de La Niña al comienzo de la temporada, a pesar de que ya había habido dos sistemas nombradas, una tormenta tropical y un huracán mayores, en el mes de mayo.

## Resumen de la temporada

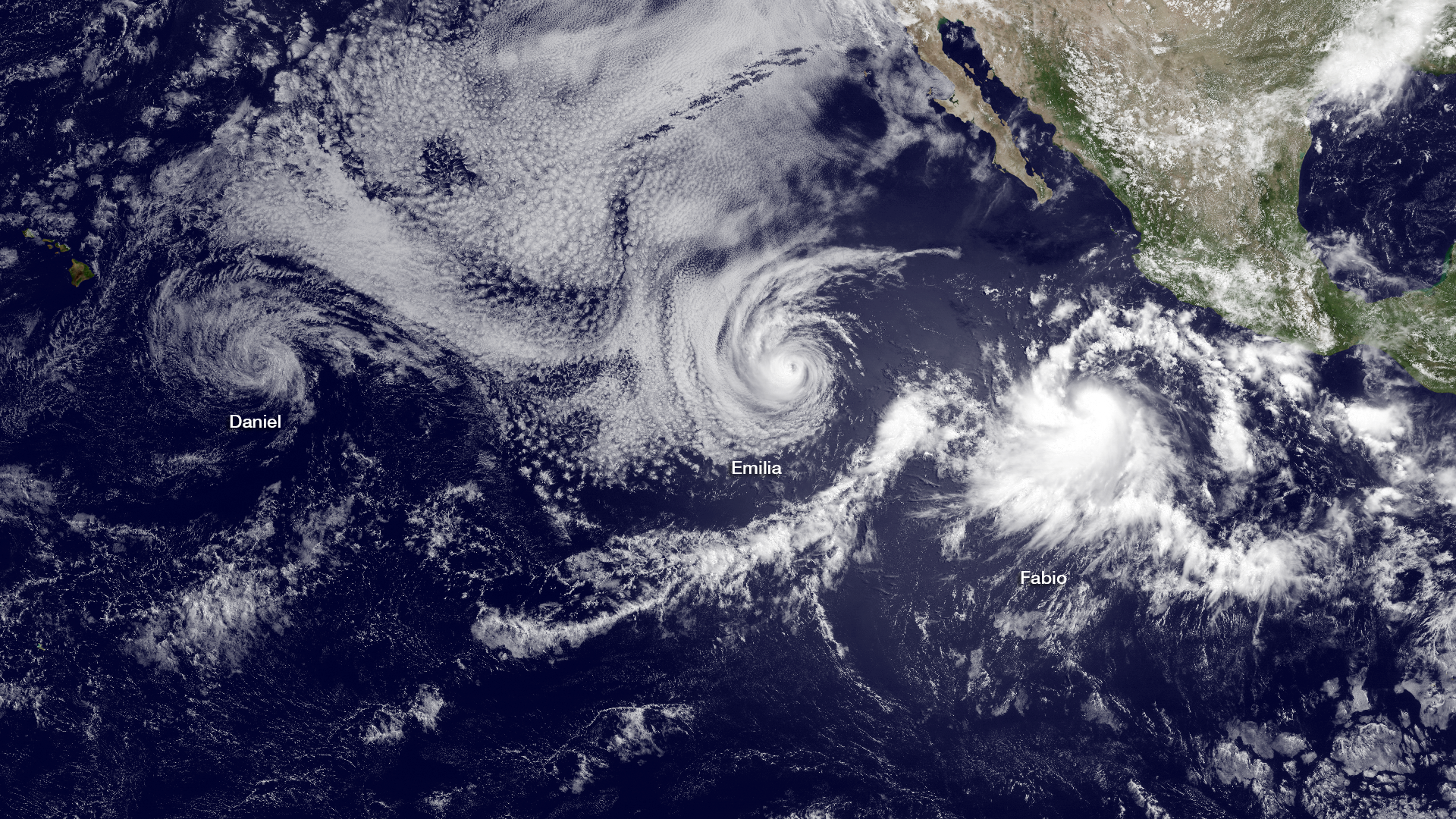
De izquierda a derecha se muestra a los huracanes Daniel, Emilia y Fabio en el Océano Pacífico el 12 de julio de 2012

El índice de Energía Ciclónica Acumulada (ECA) para la temporada de huracanes en el Pacífico de 2012, en total fue de 98.2475 unidades (98.125 unidades en el Pacífico Oriental y 0.1225 unidades en el Pacífico Central). La Energía Ciclónica Acumulada es una medida de la potencia de una tormenta tropical o subtropical multiplicada por el tiempo que existió. Solo se calcula para avisos completos en sistemas tropicales y subtropicales específicos que alcanzan o superan las velocidades del viento de 39 mph (63 km/h). La actividad de tormentas en el área de responsabilidad del Centro de Huracanes del Pacífico Central fue inferior al promedio, sin que se formaran ciclones tropicales en la región. Sin embargo, un ciclón tropical, el huracán Daniel, entró en el Pacífico central como tormenta tropical.
La temporada comenzó oficialmente el 15 de mayo en el Pacífico oriental y el 1 de junio en el Pacífico central; ambos terminaron el 30 de noviembre. La temporada inició con la formación de la tormenta tropical Aletta el 14 de mayo, un día antes del inicio oficial de la temporada de huracanes en el Pacífico. Después de la disipación de la Aletta, se formó la segunda tormenta nombrada de la temporada, Bud. Cuatro días después, la tormenta tropical Bud se intensificó a un huracán de categoría 3 de la escala de huracanes de Saffir-Simpson, el primer huracán mayor de la temporada y también la tercera aparición de tales. En el mes de junio, se formó la tormenta tropical Carlotta, luego se intensificó como un huracán categoría 2, el segundo huracán de la temporada. Carlotta tocó tierra como un huracán categoría 2 en el Suroeste de México, causando daños generales. Carlotta mató siete personas en México y con un daño estimado de US$ 12.4 millones. En el mes de julio, se formaron tres ciclones tropicales, dos son huracanes mayores, el huracán Emilia se intensificó como un huracán categoría 4 convirtiéndose el huracán más intenso de la temporada de 2012, con la formación del huracán Fabio el 12 de julio, la temporada fue un mes antes de lo normal. En agosto se registró en una actividad tranquila con tres ciclones tropicales se formaron, mientras dos tormentas se convirtieron en huracanes, Gilma e Ileana. 
En el mes de septiembre fue el más activo de la temporada, con la formación de cinco tormentas nombradas, dos de ellos son huracanes. El huracán Miriam, formado el 22 de septiembre se convirtió en el cuarto huracán mayor de la temporada. En el mes de octubre se formaron tres tormentas nombradas, uno entre ellos se convirtió el quinto y último huracán mayor de la temporada. El huracán Paul se formó el 13 de octubre, causó daños en la península de Baja California, no se reportaron muertes por el huracán y con un daño total estimado de US$ 15.5 millones. La temporada terminó oficialmente con la formación de la tormenta tropical Rosa el 30 de octubre y se disipó el 3 de noviembre sin afectar tierra.

## Ciclones tropicales

### Tormenta tropical Aletta
Durante las primeras horas de la mañana del 12 de mayo de 2012, el Centro Nacional de Huracanes (NHC) comenzó a monitorear un área de clima perturbado que se había desarrollado aproximadamente a 550 millas (890 km) al sursudoeste de Acapulco. Moviéndose hacia el oeste-noroeste, el sistema se evaluó con una alta probabilidad de convertirse en un ciclón tropical durante las siguientes 48 horas durante las horas de la tarde del día siguiente, ya que la actividad de la ducha y la tormenta se había definido mejor. El disturbio continuó organizándose y, a principios del 14 de mayo, se consideró lo suficientemente bien organizado como para ser declarado depresión tropical Uno-E, un día antes del inicio oficial de la temporada de huracanes en el Pacífico de 2012. Integrada en un entorno favorable para una mayor intensificación, la depresión tropical se intensificó en la tormenta tropical recibiendo el nombre Aletta a las 00:00 UTC del 15 de mayo. Doce horas más tarde, la tormenta tropical alcanzó su intensidad máxima con vientos de 50 mph (80 km/h) y una presión barométrica mínima de 1,000 mbar (29,59 inHg) antes de que se debilitara cuando Aletta entró en un entorno caracterizado por una cizalladura vertical moderada del viento y una creciente masa de aire estable. A fines del 16 de mayo, Aletta fue degradada a una depresión tropical, y el sistema fue declarado post-tropical dos días después después de que no pudo mantener la actividad de una tormenta eléctrica profunda en el centro de bajo nivel durante al menos doce horas. Los remanentes de la tormenta se disiparon por completo el 21 de mayo.

### Huracán Bud
El 12 de mayo de 2012, se formó un sistema de baja presión justo al sur del este de Panamá. La tormenta se organizó lentamente a medida que avanzaba hacia el oeste. El 15 de mayo, la tormenta adquirió una explosión de convección, y el Centro Nacional de Huracanes (NHC) comenzó a monitorear el sistema. Cuando la tormenta giró hacia el oeste-noroeste, se organizó significativamente. El 17 de mayo, la cizalladura del viento comenzó a erosionar la convección de la tormenta, debilitando el sistema y causando que se detuviera, aunque el sistema continuó persistiendo. El 20 de mayo, la tormenta se fortaleció rápidamente, ya que comenzó a moverse nuevamente y esa noche el Centro Nacional de Huracanes (NHC) informó que la tormenta se había fortalecido en la depresión tropical Dos-E. Luego, a medida que se aceleró ligeramente hacia el oeste, la tormenta continuó organizándose, y finalmente se intensificó en la tormenta tropical Bud el 22 de mayo, con vientos sostenidos de 40 mph (65 km/h). Bud permaneció a esta intensidad durante un día antes de fortalecerse, comenzando temprano el 23 de mayo, y alcanzó vientos de 65 mph (100 km/h) durante la tarde. A la mañana siguiente, Bud continuó su rápida intensificación, alcanzando vientos sostenidos de 85 mph (145 km/h),  y luego 110 mph (175 km/h) por la tarde, mientras el sistema giraba hacia el norte. Más tarde, ese mismo día, Bud giró hacia el noreste y comenzó a acercarse a la costa del oeste de México. A última hora del 24 de mayo, Bud se intensificó aún más hasta convertirse en un huracán mayor de categoría 3 y obtuvo una intensidad máxima de vientos de 115 mph (185 km/h), con una presión mínima central mínima de 961 milibares. El huracán Bud pudo mantener la intensidad de la categoría 3 durante las siguientes horas, incluso cuando sus bandas de lluvia exteriores comenzaron a moverse en tierra en el oeste de México. Temprano el 25 de mayo, el huracán Bud se debilitó a un fuerte huracán de categoría 2. El huracán Bud comenzó a debilitarse rápidamente, a medida que avanzaba lentamente hacia la costa. Bud perdió rápidamente la mayor parte de su convección, que se cortó principalmente hacia el norte. A mediados de la tarde del 25 de mayo, Bud se debilitó hasta convertirse en una fuerte tormenta tropical, cuando comenzó a tocar tierra en el oeste de México. Se produjo un mayor debilitamiento durante las siguientes 24 horas, y Bud degeneró en un remanente bajo a principios del 26 de mayo.

### Huracán Carlota
Una ola tropical en el Pacífico oriental se organizó rápidamente el 13 de junio de 2012 y se convirtió en la depresión tropical Tres-E temprano al día siguiente. El Centro Nacional de Huracanes (NHC) lo actualizó a tormenta tropical y lo llamó Carlota esa tarde. Carlotta pasó por condiciones ambientales muy favorables que permitieron una mayor intensificación en un fuerte huracán de categoría 2. El 16 de junio, Carlotta se debilitó ligeramente y luego tocó tierra cerca de Puerto Escondido en México, con vientos máximos de 105 mph (165 km/h). Después de tocar tierra, Carlotta se debilitó rápidamente a una depresión tropical debido al terreno montañoso a lo largo de la costa. Carlotta continuó moviéndose hacia el oeste, y pronto se disipó a un remanente bajo, a fines del 16 de junio. Sus remanentes luego se fusionaron con otra depresión de baja presión.
Tras su formación, se emitieron alertas de huracán para la costa sur de México. Esto se actualizó luego a una advertencia cuando Carlotta se convirtió en huracán. La tormenta tocó tierra en el sur de México, trayendo consigo fuertes lluvias y vientos racheados que causaron inundaciones repentinas y numerosos deslizamientos de tierra a lo largo del área, principalmente el estado de Oaxaca. Debido a la gravedad de la situación en Oaxaca, el gobernador solicitó que se declarara el estado de emergencia en su estado. En todo México, siete personas fueron asesinadas por Carlotta y los daños ascendieron a MXN$ 1.4 mil millones (US$ 12.4 millones).

### Huracán Daniel
A principios del 2 de julio de 2012, el Centro Nacional de Huracanes (NHC) comenzó a monitorear un área de clima perturbado a unos 764 km al sur-sureste de Acapulco. Durante las siguientes 24 horas, la perturbación continuó organizándose cada vez mejor y se emitió una alerta de formación de ciclones tropicales en el sistema a principios del 3 de julio. A principios del 4 de julio, el sistema había ganado suficiente organización para ser declarado como depresión tropical Cuatro-E. El 5 de julio, la depresión se convirtió en la tormenta tropical Daniel. Luego, el ciclón se intensificó lentamente y, después de haber estado situado sobre un ambiente favorable durante dos días, se intensificó hasta convertirse en un huracán. Durante la noche del 7 al 8 de julio, Daniel se intensificó rápidamente hasta convertirse en un huracán de categoría 2 con vientos sostenidos de 105 mph (165 km/h). Solo unas horas después, Daniel alcanzó su intensidad máxima de 115 mph (185 km/h) y una presión central de 961 milibares, un huracán de categoría 3, aunque el ojo ya estaba sobre aguas más frías. Sin embargo, Daniel solo mantuvo brevemente el estado de categoría 3, y seis horas después, el ojo se volvió menos definido y la tormenta se debilitó a un huracán de categoría 2. El sistema mantuvo esta intensidad por un tiempo, pero para el 9 de julio, el huracán se debilitó aún más a una categoría 1. Temprano el 10 de julio, Daniel continuó debilitándose, convirtiéndose finalmente en una pequeña tormenta tropical poco profunda sobre un bajo contenido de calor del océano. La tormenta luego cruzó 140°W hacia el Pacífico central como una tormenta tropical muy cizallada con poca convección. El 11 de julio, el centro de circulación de bajo nivel de Daniel comenzó a quedar expuesto bajo una cizalladura vertical moderada del viento. Se debilitó aún más en una depresión tropical más tarde ese día y luego degeneró en un remanente bajo al este-sureste de Hawái, ya que se convirtió en un vórtice sin convección. Los remanentes persistieron durante casi una semana después de debilitarse por debajo de la intensidad de la depresión tropical, y finalmente rozaron Hawái con poco o ningún efecto. El remanente bajo de Daniel continuó hacia el oeste durante los siguientes días, antes de disiparse el 14 de julio.

### Huracán Emilia
Un área pequeña pero bien definida de clima alterado se organizó lo suficiente como para ser declarada como depresión tropical Cinco-E el 7 de julio de 2012, a unas 500 millas (800 km) al sur-suroeste de Acapulco. Más tarde, el mismo día, la depresión ganó suficiente organización para ser clasificada como tormenta tropical, recibiendo el nombre de Emilia, la quinta tormenta de la temporada. Emilia alcanzó el estado de huracán a principios del 9 de julio, y comenzó a intensificarse rápidamente en un huracán de categoría 3 a medida que el canal de salida oriental de Daniel que había inhibido previamente el desarrollo se debilitó y permitió que Emilia ventilara su núcleo en todas las direcciones. Temprano el 10 de julio, Emilia alcanzó su máxima intensidad como huracán de categoría 4 con vientos sostenidos de 140 mph (220 km/h) y una presión barométrica de 945 mbar. Después de su pico, Emilia comenzó a fluctuar entre un huracán fuerte de categoría 2 y un huracán débil de categoría 3. Aunque la tormenta se desarrolló sobre aguas frías, logró mantener esta intensidad debido a su estructura anular. Sin embargo, a fines del 12 de julio, el ojo desapareció de las imágenes satelitales y la tormenta se debilitó a un huracán de categoría 1. Temprano a la mañana siguiente, se observó que Emilia pasó días antes al norte del camino de Daniel, que era un ambiente hostil. En respuesta a esto, la tormenta cayó por debajo del estado de huracán. Durante un breve período mientras estaba en la fuerza de la tormenta tropical, Emilia pasó sobre una lengua de temperaturas de la superficie del mar más cálidas, lo que provocó que su convección floreciera ligeramente y que el debilitamiento se detuviera temporalmente. Sin embargo, Emilia se encontró rápidamente con aguas más frías y aire más seco, una vez más, y como resultado se debilitó a una tormenta tropical mínima. Temprano el 15 de julio, el sistema hizo la transición a un ciclón postropical y se convirtió en un vórtice expuesto sin convección. Siguió una trayectoria similar al huracán Daniel. El 17 de julio, el remanente bajo de Emilia pasó al sur de Hawái, con escasos efectos. El bajo remanente de Emilia continuó hacia el oeste por otro día, hasta que se disipó el 18 de julio.

### Huracán Fabio
A principios del 12 de julio de 2012, un área bien definida de baja presión al sur de México ganó suficiente organización para ser declarada como depresión tropical Seis-E. Apenas unas horas después de la formación, los vientos sostenidos superaron las 38 millas por hora, y la organización se volvió lo suficiente como para que la depresión se convirtiera en la tormenta tropical Fabio, la sexta tormenta nombrada de la temporada. Durante las horas de la tarde del 13 de julio, Fabio se intensificó hasta convertirse en un huracán de categoría 1, con vientos sostenidos de 130 km/h (80 mph). Más tarde esa noche, Fabio continuó intensificándose, y se convirtió en una fuerte huracán categoría 1 con vientos sostenidos de 90 mph (150 km/h). La tormenta mantuvo esta intensidad por un tiempo, antes de intensificarse rápida e inesperadamente en un huracán de categoría 2 de 110 mph (175 km/h) durante las horas de la tarde del 14 de julio, ya que se notó que el ojo del ciclón se volvió mejor definido, las cimas de las nubes se enfriaron y el sistema se volvió más simétrico. De hecho, es posible que Fabio se haya convertido brevemente en un huracán de categoría 3 a principios del 15 de julio, cuando la firma del satélite fue más clara. Sin embargo, menos de 24 horas después de convertirse en categoría 2, la tormenta comenzó a ingerir aire más seco y se situó sobre aguas más frías, lo que provocó que se debilitara progresivamente hasta niveles inferiores a los de un huracán. Para el 17 de julio, el centro del sistema estaba desprovisto de la mayor parte de la convección y se había debilitado hasta el estado de depresión tropical frente a la costa del centro de Baja California. Sin embargo, la circulación remanente continuó hacia el norte, y las nubes y la humedad asociadas comenzaron a fluir sobre el sur de California el 18 de julio, y finalmente fluyeron hacia el centro de California y el norte de California, hasta principios del 20 de julio, cuando los remanentes abandonaron el estado y se trasladaron a Nevada.

### Huracán Gilma
A fines del 5 de agosto de 2012, el Centro Nacional de Huracanes (NHC) comenzó a monitorear un área de clima perturbado a unos 805 km al sursudoeste de Acapulco, México, caracterizada por una lluvia desorganizada y una actividad de tormentas eléctricas. Se produjo una organización rápida, y un día después, el sistema tuvo una alta probabilidad de desarrollo de ciclones tropicales en 48 horas. Después de un aumento posterior en la actividad de lluvias y tormentas eléctricas, el Centro Nacional de Huracanes (NHC) determinó que la baja había adquirido suficiente organización para ser declarada depresión tropical a las 06:00 UTC del 7 de agosto. Inicialmente, se pronosticó que la depresión, que se actualizó a tormenta tropical que recibió el nombre Gilma temprano ese mismo día, alcanzaría temperaturas más frías en la superficie del mar dentro de cuatro días, lo que limitaría las posibilidades de que la tormenta se convierta en huracán. Sin embargo, luego de una tasa de intensificación más rápida de lo anticipado originalmente, el Centro Nacional de Huracanes (NHC) declaró que Gilma había adquirido suficiente organización para ser actualizado al sexto huracán de la temporada a las 03:00 UTC del 9 de agosto, alcanzando simultáneamente su intensidad máxima de 80 mph. Poco después, el ciclón entró en aguas más frías y se debilitó a una tormenta tropical durante las horas de la tarde del mismo día. El ciclón tropical se debilitó aún más a una depresión tropical a principios del 11 de agosto, y se convirtió en un ciclón postropical esa tarde, lejos de la tierra. Durante los días siguientes, los remanentes de Gilma se curvaron hacia el norte y luego hacia el oeste, antes de disiparse temprano el 14 de agosto.

### Tormenta tropical Héctor
Una vaguada de baja presión, formada a partir de los remanentes del huracán Ernesto en el Atlántico, comenzó a organizarse, y en horas de la tarde del 11 de agosto el Centro Nacional de Huracanes (NHC) declaró la formación de la depresión tropical Ocho-E. Al día siguiente, la depresión se intensificó hasta la tormenta tropical Héctor, la octava tormenta nombrada de la temporada de 2012. Héctor se movió lentamente hacia el oeste, con ligeros cambios de fuerza durante su totalidad. Debido a la fuerte cizalladura vertical del viento y al agua ligeramente cálida alrededor de Héctor, no se anticipó mucho fortalecimiento, sino que se debilitó durante los próximos días. Nunca se intensificó por encima de la fuerza de la tormenta tropical, donde permaneció hasta que se debilitó aún más a una depresión tropical el 15 de agosto. Al día siguiente, el 16 de agosto, como Héctor carecía de numerosas tormentas eléctricas que rodeaban su centro, fue declarado post-tropical. Durante los siguientes días, Héctor se curvó lentamente hacia el este, antes de disiparse el 20 de agosto.
Héctor trajo olas de hasta 12 pies (3.7 m) en el puerto de Mazatlán, posteriormente; las autoridades restringieron el acceso en bote. La tormenta también trajo intervalos de fuertes lluvias, vientos racheados que superaron las 40 mph y temperaturas cálidas en la mayoría de los municipios de Sinaloa. Unas 400 personas fueron evacuadas en Los Cabos debido a las inundaciones. 100 personas se quedaron sin hogar.

### Huracán Ileana
El sistema de baja presión que se convertiría en el huracán Ileana comenzó a partir de una onda tropical que es monitoreada por primera vez por el Centro Nacional de Huracanes el 23 de agosto. Se espera el desarrollo de dicha ola si alcanza condiciones más favorables. Moviéndose hacia el noroeste, la baja comenzó a organizarse, y el 27 de agosto, la baja se organizó para convertirse en la novena depresión tropical de la temporada. La depresión continuó mostrando signos de organización, y más tarde ese día se actualizó a la tormenta tropical Ileana, la novena tormenta nombrada de la temporada. Ileana aprovechó la temperatura cálida de la superficie del mar y la baja cizalladura vertical del viento y se organizó mejor; dicho fortalecimiento sustancial haría de Ileana un huracán, llegando a un huracán de categoría 1 de 85 mph (140 km/h) el 29 de agosto. Ileana no mantendría la fuerza de los huracanes por mucho tiempo y, como se predijo, se debilitó nuevamente al estado de tormenta tropical el 31 de agosto cuando comenzó a girar hacia el oeste. El debilitamiento continuó mientras Ileana atravesaba temperaturas más frías de la superficie del mar y se encontraba con una cizalladura del viento cada vez mayor y un ambiente de aire más estable. La tormenta se debilitó a una depresión tropical el 2 de septiembre, debilitándose aún más en un ciclón post-tropical después de no poder mantener una convección profunda durante más de doce horas. Sin embargo, los restos continuaron avanzando hacia el sudoeste hacia el Pacífico Central durante los siguientes cuatro días, antes de finalmente disiparse el 6 de septiembre.

### Tormenta tropical John
El 29 de agosto de 2012 se formó una gran área de baja presión al oeste de América Central. Durante los siguientes días, el sistema comenzó a organizarse lentamente, ya que estaba en un área de condiciones favorables para un mayor desarrollo. Para el 1 de septiembre, otra zona de baja presión se había formado cerca de la costa de México, al este del mínimo organizativo, y ese mismo día finalmente absorbió el mínimo más débil; Esto da una pista adicional para la formación de la depresión tropical Diez-E, que estaba al sur de Baja California. Al día siguiente, la depresión se convirtió en la décima tormenta de la temporada de 2012; sin embargo, no se anticipó un fortalecimiento significativo debido a la cizalladura del viento vertical de moderada a alta, además de la temperatura superficial del mar ligeramente cálida a lo largo del camino de John. John siguió siendo una tormenta tropical muy débil; nunca excedió los vientos de 40 mph durante toda su vida útil, y la circulación principal de bajo nivel siempre estuvo separada del dosel principal de tormentas eléctricas debido al aumento de la cizalladura del viento del este. Solo mantuvo la intensidad de la tormenta tropical durante 18 horas; después de eso se debilitó a una depresión tropical. Se mantuvo en estado de depresión tropical durante otras 18 horas, antes de convertirse en postropical al día siguiente. Sin embargo, el remanente bajo de John continuó moviéndose hacia el noroeste durante los siguientes tres días, antes de disiparse el 7 de septiembre.
John trajo lluvia y viento a la península de Baja California; El puerto de Los Cabos estaba cerrado para pequeñas embarcaciones.

### Tormenta tropical Kristy
El 9 de septiembre de 2012, se formó un área de baja presión al oeste de América Central. Se esperaba que la perturbación se intensificara en los próximos días, con condiciones propicias para el desarrollo. Durante los siguientes días, el bajo se acercó un poco más a la costa del oeste de México, pero la interacción con la tierra no inhibió el desarrollo de esta área de baja presión en la undécima depresión tropical de la temporada. La depresión se convirtió en la tormenta tropical en recibir nombre de Kristy ese mismo día. El sistema insistió en mantener su intensidad a pesar de que la estructura y la organización comenzaron a colapsar debido al entorno desfavorable que encontró. El 16 de septiembre, Kristy fue degradada a una depresión tropical, y fue declarada post-tropical al día siguiente, debido a la falta de convección profunda. Al día siguiente, se aplicaron advertencias de viento para la península de Baja California de los restos asociados con Kristy. Kristy también amenazó al sur de México. Durante los siguientes días, los remanentes de Kristy giraron hacia el este antes de regresar hacia el sur, hasta que el sistema se disipó muy temprano el 20 de septiembre.

### Huracán Lane
Lane se formó a partir de un área de baja presión que se formó justo al oeste de la tormenta tropical Kristy el 13 de septiembre de 2012. Al principio, no se esperaba desarrollo ya que se pronosticó que interactuaría con la tormenta tropical Kristy. Sin embargo, el sistema se alejó de Kristy y se organizó en la duodécima depresión de la temporada, el 15 de septiembre. Doce-E se organizó mejor ese día, y fue ascendido a la tormenta tropical en recibir nombre de Lane, la duodécima tormenta de la temporada. Al principio, se esperaba que Lane siguiera siendo una tormenta tropical antes de debilitarse debido a que se acercaba a condiciones menos favorables. Sin embargo, debido a la mejora de la apariencia del satélite y a una intensificación adicional durante la noche, se pronosticó que Lane se convertiría en huracán en 24 horas. Lane se actualizó al estado de huracán a las 09:00 UTC del lunes 17 de septiembre, manteniendo ese estado durante aproximadamente 30 horas antes de volver a ser degradado a tormenta tropical a las 15:00 UTC, el martes 18 de septiembre. Lane degeneró rápidamente en una depresión tropical, y luego en un remanente bajo durante el día siguiente. El bajo remanente de Lane continuó moviéndose hacia el oeste por otro día, antes de disiparse el 20 de septiembre.

### Huracán Miriam
El 22 de septiembre de 2012, un área de baja presión que se había estado organizando durante un par de días se definió lo suficiente como para ser declarada como depresión tropical Trece-E. Pronto se fortaleció a la tormenta tropical Miriam, y comenzó a intensificarse aún más en un ambiente muy favorable. El 23 de septiembre, se observó una intensificación rápida como una posibilidad clara, ya que se pronostica que la cizalladura vertical del viento se mantendrá por debajo de 5 nudos durante las próximas 36 horas. Más tarde esa noche, Miriam se intensificó de una tormenta tropical de 70 mph a las 2 p. m. PDT a un huracán de categoría 1 de 90 mph a las 8 p. m.. Miriam continuó intensificándose el 24 de septiembre, desarrollando un ojo ancho de 10 millas náuticas y para las 8 a. m. PDT de ese día, se convirtió en un huracán mayor de Categoría 3 con vientos máximos sostenidos de 120 mph. Miriam mantuvo esta intensidad durante 12 horas antes de debilitarse nuevamente en una categoría 2 a las 8 p. m. PDT del mismo día. Miriam comenzó a debilitarse y debilitarse gradualmente hasta convertirse en una tormenta tropical con vientos de 70 mph a las 2 a. m. PDT del 26 de septiembre. Miriam continuó debilitándose constantemente por las temperaturas más frías de la superficie del mar y se convirtió en una depresión tropical el 27 de septiembre cuando se disipó la última convección profunda, cuando la humedad se separó de la tormenta y comenzó a fluir sobre Baja California. Miriam se convirtió en un remanente bajo solo 6 horas después. Cuando Miriam perdió su convección, la humedad pasó por la península de Baja California y entró en Texas. El bajo remanente del huracán Miriam continuó desplazándose hacia el sur, hasta que se disipó a primeras horas del 3 de octubre.

### Tormenta tropical Norman
Temprano el 25 de septiembre, el Centro Nacional de Huracanes (NHC) comenzó a monitorear un área de clima perturbado a unos cientos de millas al sur de Acapulco, México. Este sistema originalmente carecía de un centro bien definido y era de tamaño amplio, pero se organizó gradualmente a medida que avanzaba hacia el norte-noroeste. Las observaciones de satélite, barcos y boyas a principios del 28 de septiembre revelaron que la baja se había definido mucho mejor y, a las 15:00 UTC, se emitió el primer aviso sobre la tormenta tropical Norman, ubicada en ese momento a unas 85 millas (135 km) al este de Cabo San Lucas, México. Norman se debilitó a medida que se acercaba a la costa occidental de México y se convirtió en depresión tropical el 29 de septiembre. La depresión tocó tierra al oeste de Topolobampo, pero rápidamente emergió en el Golfo de California. La última convección profunda asociada con Norman se disipó temprano el 29 de septiembre, y Norman se convirtió en un remanente bajo postropical más tarde ese día. Temprano el 30 de septiembre, el remanente bajo de Norman se disipó.

### Tormenta tropical Olivia
Un área de baja presión que se formó en el Pacífico oriental rápidamente comenzó a organizarse y finalmente ganó suficiente convección y organización para ser declarada depresión tropical Quince-E el 6 de octubre. Sin embargo, el entorno era solo marginal para el desarrollo, y el pronosticador del Centro Nacional de Huracanes (NHC), Lixion Avila solo pronosticó que Quince-E se convertiría en una tormenta tropical de 40 mph antes de debilitarse. Durante las siguientes horas, una banda de nubes convectivas ganó curvatura sobre el cuadrante noroeste de la circulación y persistió un nublado central denso, y sobre esta base y las clasificaciones de Dvorak, Quince-E se actualizó a la tormenta tropical en recibir nombre de Olivia con una velocidad del viento estimada de 45 mph. A pesar de que las bandas convectivas se rompieron y se desconectaron de la circulación interna de Olivia durante la noche, los números T de Dvorak sugirieron que Olivia acumulaba vientos de 60 mph. Olivia se movió sobre agua muy tibia (29 °C), pero dejó de fortalecerse en la mañana del 7 de octubre, ya que perdió sus características de bandas. Sin embargo, la nubosidad densa central se expandió y los meteorólogos señalaron que era posible un fortalecimiento adicional. Olivia continuó avanzando hacia el norte, pero sin cambios en la fuerza hasta la tarde del 8 de octubre, cuando la circulación de bajo nivel quedó expuesta al suroeste del área principal de convección profunda alrededor de las 6:00 a. m. PDT. A las 2:00 PM PDT del mismo día, se informó que la convección profunda se encontraba a unas 100 millas náuticas del centro de bajo nivel. A medida que la cizalladura del suroeste se mantuvo fuerte, los centros de nivel medio y bajo de Olivia se desacoplaron completamente a última hora del 8 de octubre, con imágenes de satélite visibles de última luz que lo muestran como un remolino de nubes bajas con la convección más fuerte a unos cientos de millas del centro. A las 2:00 a. m. PDT del 9 de octubre, Olivia fue declarada post-tropical, ya que no había producido convección profunda significativa durante las últimas 6 a 12 horas y el centro de bajo nivel se estaba alejando aún más de las pocas células convectivas que se mantuvo. Se esperaba que el ciclón se debilitara y se abriera en un canal dentro de las 48 horas en el momento de la última discusión. A última hora del 10 de octubre, el remanente de Olivia se disipó.

### Huracán Paul
A principios del 10 de octubre de 2012, el Centro Nacional de Huracanes (NHC) comenzó a monitorear un canal de baja presión en la costa sur de México. Con un área de convección desorganizada, el sistema se movió lentamente hacia el oeste y las condiciones permitieron un desarrollo gradual. Inicialmente, los vientos de nivel superior solo fueron marginalmente favorables, y aunque las tormentas eléctricas permanecieron desorganizadas, el Centro Nacional de Huracanes (NHC) estimó un 50% de posibilidades de desarrollo a principios del 12 de octubre. Al día siguiente, el sistema quedó mejor definido y el Centro Nacional de Huracanes (NHC) lo clasificó como tormenta tropical Paul a las 21_00 UTC de ese día, a unas 660 mi (1065 km) al sursudoeste del extremo sur de la península de Baja California. Al formarse, Paul se saltó la etapa de depresión tropical y tenía una circulación bien definida con convección organizada. Se movió hacia el oeste debido a una cresta de nivel medio que se extendía hacia el oeste desde México.
Aguas cálidas, muy poca cizalladura del viento y un ambiente húmedo le permitieron a Paul intensificarse rápidamente y desarrollar bandas de lluvia organizadas. La cizalladura del viento del este fue el principal factor inhibidor de la intensificación rápida. El 14 de octubre, Paul comenzó a moverse hacia el norte mientras rodeaba una cresta, también influenciada por un bajo nivel superior al oeste de Baja California. Un ojo comenzó a desarrollarse temprano el 15 de octubre, y más tarde ese día Paul se intensificó en un huracán. El patrón de nubes se volvió cada vez más simétrico, y la tormenta se profundizó rápidamente el 15 de octubre. Desarrolló un ojo bien definido, lo que llevó al Centro Nacional de Huracanes (NHC) a estimar vientos máximos de 120 mph (190 km/h); esto la convirtió en la quinta huracán mayor de la temporada. Sin embargo, el aumento de la cizalladura del viento del suroeste rápidamente provocó un debilitamiento, lo que provocó que el ojo se deteriorara a principios del 16 de octubre. Poco después, el Centro Nacional de Huracanes (NHC) informó que Paul ya no era un huracán importante. Durante las horas de la tarde del 17 de octubre, Paul fue degradado a una depresión tropical, y horas después, la tormenta fue declarada un remanente bajo. El remanente bajo del huracán Paul persistió por otro día, antes de disiparse el 18 de octubre. Durante los siguientes dos días, la humedad remanente de Paul causó llovizna y lluvia ligera en el sur de California.
En toda la ciudad de La Paz, los daños a las carreteras se estimaron en MX$ 200 millones (US$ 15,5 millones).

### Tormenta tropical Rosa
El 30 de octubre de 2012, el Centro Nacional de Huracanes (NHC) emitió un aviso especial en el sentido de que un sistema de baja presión ubicado bien al suroeste de Cabo San Lucas se había organizado con bastante rapidez y estaba siendo clasificado como depresión tropical. En condiciones de cizallamiento ligero, pronto se fortaleció para convertirse en la tormenta tropical Rosa, y continuó fortaleciéndose a medida que se desplazó lentamente hacia el oeste y luego hacia el suroeste. El 2 de noviembre, el aumento de la cizalladura del oeste causó que Rosa se debilitara constantemente, Rosa degeneró en un remanente bajo el 3 de noviembre. Los remanentes de Rosa persistieron durante un par de días más, antes de disiparse el 5 de noviembre.

## Estadísticas de temporada
Esta es una tabla de todas los sistemas que se han formado en la temporada de 2012. Incluye su duración, nombres, áreas afectada(s), indicados entre paréntesis, daños y muertes totales. Las muertes entre paréntesis son adicionales e indirectas, pero aún estaban relacionadas con esa tormenta. Los daños y las muertes incluyen totales mientras que la tormenta era extratropical, una onda o un baja, y todas las cifras del daño están en USD 2012.
| DT | TT | 1 | 2 | 3 | 4 | 5 |

| Nombre                  | Fechas activo                  | Categoría de tormenta en intensidad máxima | Vientos máx. (km/h) | Presión min (hPa) | ACE     | Áreas afectadas          | Áreas afectadas  | Áreas afectadas | Daños (en millones USD) | Muertos |
| Nombre                  | Fechas activo                  | Categoría de tormenta en intensidad máxima | Vientos máx. (km/h) | Presión min (hPa) | ACE     | Lugar                    | Fecha            | Vientos (km/h)  | Daños (en millones USD) | Muertos |
| ----------------------- | ------------------------------ | ------------------------------------------ | ------------------- | ----------------- | ------- | ------------------------ | ---------------- | --------------- | ----------------------- | ------- |
| Aletta                  | 14 – 19 de mayo                | Tormenta tropical                          | 85 (50)             | 1000              | 1.4975  | Ninguno                  | Ninguno          | Ninguno         | N/A                     | 0       |
| Bud                     | 20 – 26 de mayo                | Huracán categoría 3                        | 185 (115)           | 961               | 7.9025  | Ninguno                  | Ninguno          | Ninguno         | N/A                     | 0       |
| Carlotta                | 14 – 16 de junio               | Huracán categoría 2                        | 175 (110)           | 973               | 3.5925  | Puerto Escondido, Oaxaca | 15 de junio      | 165 (105)       | $12.4 millones          | 7       |
| Daniel                  | 4 – 12 de julio                | Huracán categoría 3                        | 185 (115)           | 961               | 11.4575 | Ninguno                  | Ninguno          | Ninguno         | N/A                     | 0       |
| Emilia                  | 7 – 15 de julio                | Huracán categoría 4                        | 220 (140)           | 945               | 18.5625 | Ninguno                  | Ninguno          | Ninguno         | N/A                     | 0       |
| Fabio                   | 12 – 18 de julio               | Huracán categoría 2                        | 175 (110)           | 966               | 10.7475 | Ninguno                  | Ninguno          | Ninguno         | N/A                     | 0       |
| Gilma                   | 7 – 11 de agosto               | Huracán categoría 1                        | 130 (80)            | 984               | 4.825   | Ninguno                  | Ninguno          | Ninguno         | N/A                     | 0       |
| Héctor                  | 11 – 16 de agosto              | Tormenta tropical                          | 85 (50)             | 995               | 2.2225  | Ninguno                  | Ninguno          | Ninguno         | N/A                     | 0       |
| Ileana                  | 27 de agosto – 2 de septiembre | Huracán categoría 1                        | 140 (85)            | 978               | 6.99    | Ninguno                  | Ninguno          | Ninguno         | N/A                     | 0       |
| John                    | 2 – 4 de septiembre            | Tormenta tropical                          | 75 (45)             | 1000              | 0.81    | Ninguno                  | Ninguno          | Ninguno         | N/A                     | 0       |
| Kristy                  | 12 – 17 de septiembre          | Tormenta tropical                          | 95 (60)             | 998               | 3.1325  | Ninguno                  | Ninguno          | Ninguno         | N/A                     | 0       |
| Lane                    | 15 – 19 de septiembre          | Huracán categoría 1                        | 140 (85)            | 985               | 4.43    | Ninguno                  | Ninguno          | Ninguno         | N/A                     | 0       |
| Miriam                  | 22 – 27 de septiembre          | Huracán categoría 3                        | 195 (120)           | 959               | 9.7525  | Ninguno                  | Ninguno          | Ninguno         | N/A                     | 0       |
| Norman                  | 28 – 29 de septiembre          | Tormenta tropical                          | 85 (50)             | 997               | 0.6875  | Topolobampo, Sonora      | 29 de septiembre | 55 (35)         | N/A                     | 1       |
| Olivia                  | 6 – 8 de octubre               | Tormenta tropical                          | 95 (60)             | 997               | 1.9375  | Ninguno                  | Ninguno          | Ninguno         | N/A                     | 0       |
| Paul                    | 13 – 17 de octubre             | Huracán categoría 3                        | 195 (120)           | 959               | 7.0775  | Ninguno                  | Ninguno          | Ninguno         | $15.5 millones          | 0       |
| Rosa                    | 30 de octubre – 3 de noviembre | Tormenta tropical                          | 85 (50)             | 1001              | 2.6225  | Ninguno                  | Ninguno          | Ninguno         | N/A                     | 0       |
| Totales de la temporada |                                |                                            |                     |                   |         |                          |                  |                 |                         |         |
| 17 ciclones             | 14 de mayo-3 de noviembre      |                                            | 220 (140)           | 945               | 98.2475 | '                        | '                | '               | $27.9 millones          | 8       |

## Nombres de los ciclones tropicales
Los siguientes nombres se usaron para tormentas con nombre que se forman en el noreste del Océano Pacífico durante 2012. Los nombres retirados se anunciaron en la primavera de 2013. Los nombres no retirados de esta lista se usarán nuevamente en la temporada de 2018. Esta fue la misma lista utilizada en la temporada de 2006.
| - Aletta - Bud - Carlotta - Daniel - Emilia - Fabio - Gilma - Hector | - Ileana - John - Kristy - Lane - Miriam - Norman - Olivia - Paul | - Rosa - Sergio (sin usar) - Tara (sin usar) - Vicente (sin usar) - Willa (sin usar) - Xavier (sin usar) - Yolanda (sin usar) - Zeke (sin usar) |

Para las tormentas que se forman en el área de responsabilidad del Centro de Huracanes del Pacífico Central, que abarca el área entre 140 grados al oeste y la Línea internacional de cambio de fecha, todos los nombres se utilizan en una serie de cuatro listas rotatorias. Los siguientes seis nombres que se programaron para su uso en la temporada de 2012 se muestran a continuación de esta lista.
| - Pewa (sin usar) - Unala (sin usar) | - Wali (sin usar) - Ana (sin usar) | - Ela (sin usar) - Halola (sin usar) |

## Energía Ciclónica Acumulada (ECA)
La Energía Ciclónica Acumulada (ACE, por sus siglas en inglés) es una medida de la energía del huracán multiplicado por la longitud del tiempo en que existió; las tormentas de larga duración, así como huracanes particularmente fuertes, tienen ACE alto. El ACE se calcula solamente a sistemas tropicales que exceden los 34 nudos (39 mph, 63 km/h), o sea, fuerza de tormenta tropical.
| 1  | 1.4975 (0)  | Aletta   | 2                      | 7.9025 (0)             | Bud                    |                        |                        |                        |                        |                        |                        |                        |                        |                        |                        |                        |
| 3  | 3.5925 (0)  | Carlotta | 4                      | 14.705 (0.1225)        | Daniel                 |                        |                        |                        |                        |                        |                        |                        |                        |                        |                        |                        |
| 5  | 18.5625 (0) | Emilia   | 6                      | 10.7475 (0)            | Fabio                  |                        |                        |                        |                        |                        |                        |                        |                        |                        |                        |                        |
| 7  | 4.825 (0)   | Gilma    | 8                      | 2.2225 (0)             | Hector                 |                        |                        |                        |                        |                        |                        |                        |                        |                        |                        |                        |
| 9  | 6.99 (0)    | Ileana   | 10                     | 0.81 (0)               | John                   |                        |                        |                        |                        |                        |                        |                        |                        |                        |                        |                        |
| 11 | 3.1325 (0)  | Kristy   | 12                     | 4.43 (0)               | Lane                   |                        |                        |                        |                        |                        |                        |                        |                        |                        |                        |                        |
| 13 | 9.7525 (0)  | Miriam   | 14                     | 0.6875 (0)             | Norman                 |                        |                        |                        |                        |                        |                        |                        |                        |                        |                        |                        |
| 15 | 1.9375 (0)  | Olivia   | 16                     | 7.0775 (0)             | Paul                   |                        |                        |                        |                        |                        |                        |                        |                        |                        |                        |                        |
| 17 | 2.6225      | Rosa     | Total: 98.125 (0.1225) | Total: 98.125 (0.1225) | Total: 98.125 (0.1225) | Total: 98.125 (0.1225) | Total: 98.125 (0.1225) | Total: 98.125 (0.1225) | Total: 98.125 (0.1225) | Total: 98.125 (0.1225) | Total: 98.125 (0.1225) | Total: 98.125 (0.1225) | Total: 98.125 (0.1225) | Total: 98.125 (0.1225) | Total: 98.125 (0.1225) | Total: 98.125 (0.1225) |